# Йонас Найніс
Йонас Найніс (лит. Jonas Nainys; нар. 30 червня 1983 року) — радіоведучий, телеведучий, працює на литовському телебаченні.

## Біографія
Й. Найніс вступив до Шяуляйського університету, отримав ступінь бакалавра за напрямом філософія. Здобув популярність у 2006 році, коли взяв участь у шоу «Ідеальна пара» на телеканалі LNK, і разом з Юлією Жельновайте стали переможцями проекту. Незабаром після цього Йонас працював директором монтажу на радіостанції ZIP FM, а в 2007 році на радіостанції заснував проект «Радисти».

## Музична та телевізійна діяльність
2012 рік — був одним із ведучих Музичної асоціації нагород 2012 року.
2014 рік — разом із Роландасом Маккявічюсом був нагороджений премією Асоціації музики 2013 року .
2015 рік — брав участь у четвертому сезоні «Голос Литви» з тренером Роландасом Маккявічюсом.
2017 рік — був учасником шоу «Жінки проти чоловіків» у першому сезоні на телеканалі LNK.
2017 рік — був ведучим програми «Тут добре!» на телеканалі LNK .
2017 рік — у другому сезоні був ведучим програми Жінки проти чоловіків з Нійоле Парейґіте-Рукайтєне.